# Aplocheilichthys vitschumbaensis
Aplocheilichthys vitschumbaensis là một loài cá thuộc họ Poeciliidae. Nó được tìm thấy ở Cộng hòa Dân chủ Congo và Uganda. Các môi trường sống tự nhiên của chúng là sông có nước theo mùa, intermittent hồ nước ngọt, đầm lầy nước ngọt, and intermittent freshwater marches.